# Vodní motorismus
Vodní motorismus (závody rychlých motorových člunů) je motoristický sport provozovaný na dostatečně rozlehlé vodní ploše.
Dělí se na kategorie, které jsou organizované v Evropě mezinárodní federací UIM (Union Internationale Motonautique) se sídlem v Monaku. V Severní Americe je to organizace APBA (American Pover Boat Association). V České republice je tento sport organizován v ČSVM (Český svaz vodního motorismu). Základní rozdělení vodního motorismu je na závody lodí na uzavřených vodních plochách, řekách a blízko pobřeží (inshore) a na závody na volném moři (offshore). 
V Evropě jsou rozšířenější závody typu inshore a jsou organizovány jako podniky Mistrovství světa, Mistrovství Evropy, mezinárodní závody a národní mistrovství.

## Jednotlivé závodní kategorie
Závodní kategorie se dělí podle
- typu paliva – benzín nebo metylalkohol
- obsahu motoru v cm3 – 125, 175, 250, 350, 400, 500, 700, 1000, 1500, 2000 a vyšší
- typu člunu:
  - proprider (doslovně jedoucí po vrtuli), což je člun, který v podstatě letí nad vodní hladinou a ve vodě je ponořená pouze vrtule – lodní šroub. Pilot ve člunu leží na břiše, jednou rukou ovládá plynovou páku motoru a druhou rukou řídí volantem směr jízdy. Nohama může ještě ovládat další funkce motoru. V tomto typu člunu se jezdí do obsahu motoru 400 cm³
  - catamaran (doslovně plošina na plovácích), což je člun se dvěma či třemi plováky. Pilot v něm sedí a ovládá ho podobně jako automobil. Používají se od kubatury 500 cm³ a výš
- umístění motoru:
  - mimo člun, neboli přívěsný motor. Tyto kategorie se označují jako O-125, O-175 atd.
  - uvnitř člunu, neboli zabudovaný motor. Označují se jako R-1000, R-1500 atd.

Federace UIM tyto čluny, motory a závodní okruhy dále upravuje svými pravidly jako jsou váhové limity, bezpečnostní předpisy, chemické složení paliva, technické omezení a další. Dnešní lodě dosahují podle kubatury rychlostí od přibližně 90 km/h přes 220 km/h a jsou běžně vybavené nejmodernějšími technologiemi. Vrcholným představitelem v závodech inshore je kategorie F1